# Vitěšovice
Vitěšovice (německy Kriebaum) jsou zaniklá obec ve vojenském újezdu Boletice. Kromě Vitěšovic se skládala z osad Lomek (německy Haidl), Prakéř (německy Pragerstift; později česky Pražačka) a Vražice (německy Proßnitz). 

## Historie
Název obce byl odvozen od osobního jména Vitěš. Obec je poprvé zmiňována v 15. století jako majetek kláštera Zlatá Koruna. Později jí získali Rožmberkové, po jejich vymření Eggenbergové a v letech 1719–1848 byla součástí schwarzenberského panství.
V roce 1787 zde byla zřízena lokálie a dřevěná kaple. V roce 1795 byl postaven kamenný kostel sv. Jana Nepomuckého, který byl vážně poškozen při požáru v roce 1845. Na jeho místě byl v roce 1852 dokončen nový pseudorenesanční kostel, od roku 1878 pak byl farním kostelem nově vzniklé farnosti. 
V letech 1845 a 1945 (6.6.1945) obec vyhořela. V roce 1921 zde ve 74 domech žilo 485 obyvatel (z toho 468 německé národnosti). V letech 1938 až 1945 Vitěšovice byly (v důsledku uzavření Mnichovské dohody) přičleněny k nacistickému Německu. Obec byla vysídlena v roce 1946. Po vysídlení byly z kostela odvezeny pouze varhany a socha Panny Marie Lurdské, a to do kostela v Nových Hodějovicích. Věž kostela byla odstřelena koncem 50. let při natáčení filmu Poslušně hlásím. Farnost dne 31. 12. 2019 zanikla.